# Arabis nuttallii
Arabis nuttallii är en korsblommig växtart som beskrevs av Benjamin Lincoln Robinson. Arabis nuttallii ingår i släktet travar, och familjen korsblommiga växter. Inga underarter finns listade i Catalogue of Life.

## Bildgalleri

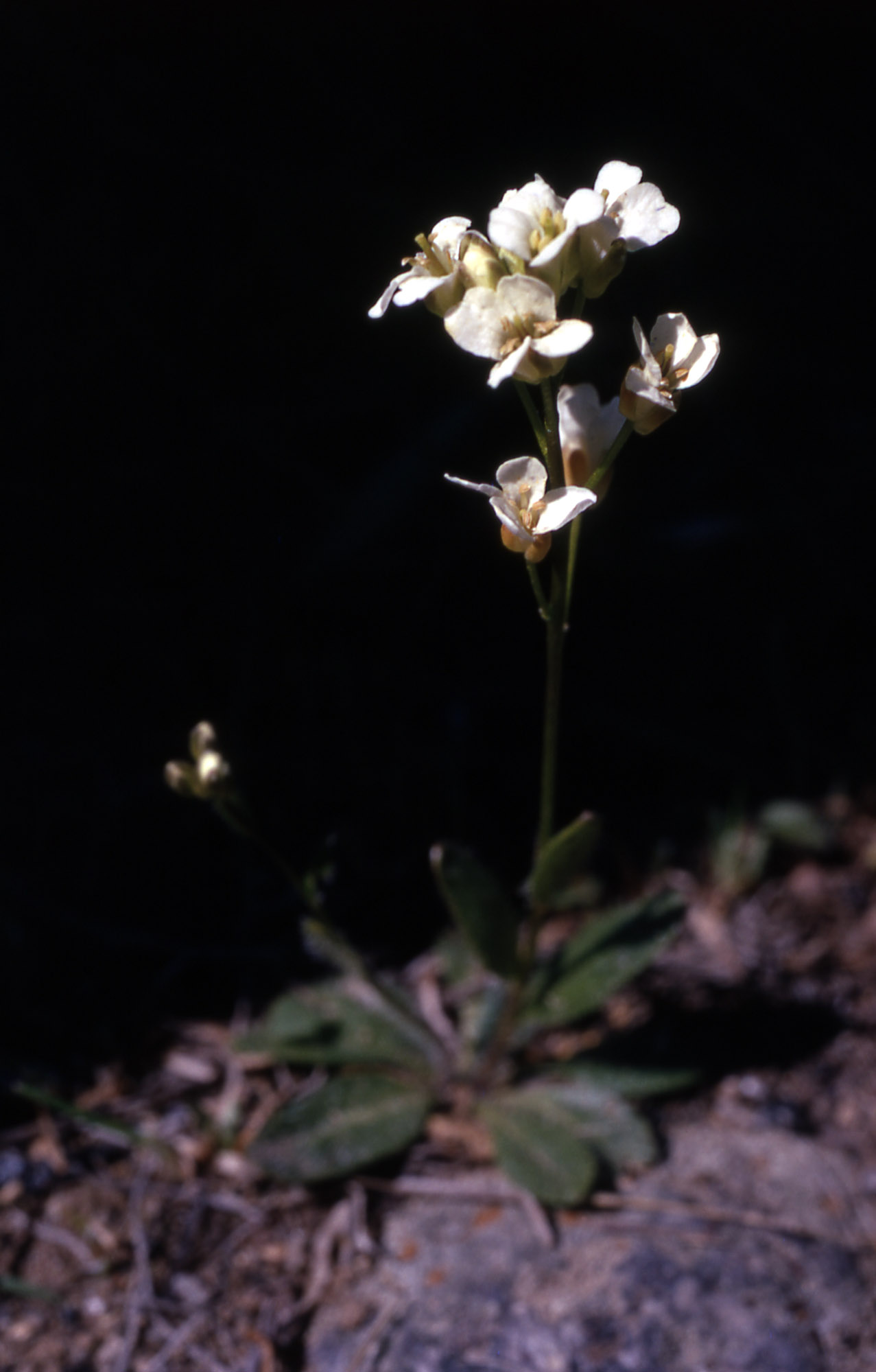